# Petar Borota
Petar Borota (serbisch-kyrillisch Петар Борота; * 5. März 1952 in Belgrad; † 12. Februar 2010 in Genua) war ein jugoslawischer Fußballtorhüter. Borota gewann 1978 mit Partizan Belgrad die jugoslawische Landesmeisterschaft und kam ab 1979 zu über 100 Einsätzen für den FC Chelsea.

## Karriere
Borota begann seine Profikarriere 1969 beim OFK Belgrad und wurde 1972 Stammtorhüter des Klubs. Nachdem er die Saison 1975/76 wegen seines Militärdienstes verpasst hatte, setzte er seine Karriere ab 1976 beim Spitzenklub Partizan Belgrad fort, mit dem er 1978 die Landesmeisterschaft gewann. In diese Zeit fielen auch vier Einsätze in der jugoslawischen Nationalelf. Zu seinem Debüt kam er per Einwechslung am 5. Oktober 1977 gegen Ungarn und spielte einen Monat später bei einem 6:4-Erfolg in der WM-Qualifikation gegen Rumänien, dem einzigen jugoslawischen Punktgewinn in der Qualifikation. Sein letztes Länderspiel absolvierte er bereits knapp ein Jahr später am 25. Oktober 1978, als man im EM-Qualifikationsspiel erneut auf Rumänien traf und 2:3 unterlag.
Im März 1979 erfolgte für eine Ablösesumme von 70.000 Pfund der Wechsel zum englischen Klub FC Chelsea, wo er den langjährigen Torhüter Peter Bonetti ersetzte. Dort wurde der extrovertierte Torhüter wegen seiner spektakulären Ausflüge außerhalb des Stafraums und ungewöhnlicher Paraden schnell zum Publikumsliebling. Nachdem Chelsea am Ende der Saison 1978/79 in die Second Division abgestiegen war, agierte Borota in den folgenden beiden Spielzeiten als Stammtorhüter des Klubs und wurde 1981 von den Fans zu Chelseas Spieler des Jahres gewählt, nachdem er in der Spielzeit 1980/81 16-mal ohne Gegentreffer geblieben war. Als seine Leistungen in der Saison 1981/82 zunehmend schwankten, wurde er von Trainer John Neal im November 1981 durch den erst 17-jährigen Steve Francis ersetzt und verließ den Klub am Saisonende.
Nach einem kurzen Aufenthalt beim FC Brentford ließ er seine Karriere im Anschluss in Portugal bei Portimonense SC, Boavista Porto und dem FC Porto ausklingen. Borota verstarb nach langer Krankheit 57-jährig im italienischen Genua.